# All this dancin' around
All this dancin' around is het derde studioalbum van de Belgische rockband Triggerfinger. Het album werd uitgebracht op 12 november 2010. All this dancin' around stond in totaal 97 weken in de Vlaamse Ultratop 200 albums. Er zijn vijf singles uitgebracht: All this dancin' around, Love lost in love, Let it ride, It hasn't gone away en I'm coming for you. Het album werd in december 2010 gepresenteerd in de AB en Paradiso.

## Productie
De opnames van het album duurden een maand. Ze vonden plaats in de Sound City Studios te Los Angeles. Dit was een verandering ten opzichte van de twee eerdere albums, die met tussenpozen en in een kleine studio werden opgenomen.
Nu hadden we het geluk dat we alle drie op dezelfde golflengte zaten en tijd hadden. Dan nog het feit dat we konden gaan opnemen in Amerika, met Greg Gordon en alles erop en eraan… en een maand weg konden zijn.— Mario Goossens

## Try-out
Voorafgaand aan de opnames heeft de band een kleine tournee door Duitsland gedaan, waarbij de meeste nummers van het album bij wijze van try-out gespeeld werden. Enkele liedteksten waren nog niet gereed; er werd verder geschreven toen de band al in Los Angeles was voor de opnames.

## Tracklist
| Nr. | Titel                   | Schrijver(s)                  | Duur |
| --- | ----------------------- | ----------------------------- | ---- |
| 1.  | All this dancin' around | Beverly Jo Scott, Ruben Block | 3:51 |
| 2.  | Let it ride             | Beverly Jo Scott, Ruben Block | 3:24 |
| 3.  | Love lost in love       | Ruben Block                   | 4:08 |
| 4.  | I'm coming for you      | Ruben Block                   | 3:39 |
| 5.  | All night long          | Curtis R. Lewis               | 4:26 |
| 6.  | Feed me                 | Ruben Block                   | 5:50 |
| 7.  | Cherry                  | Ruben Block                   | 3:17 |
| 8.  | My baby's got a gun     | Ruben Block                   | 8:03 |
| 9.  | Without a sound         | Ruben Block                   | 4:32 |
| 10. | Tuxedo                  | Ruben Block                   | 3:38 |
| 11. | It hasn't gone away     | Beverly Jo Scott, Ruben Block | 6:56 |

Op 23 oktober 2012 verscheen een heruitgave op het Europese vasteland. Hierop staan de coverversie van I follow rivers, akoestische versies van Soon (van het vorige album What grabs ya?) en Love lost in love en een remix van I follow rivers. In 2013 verscheen nogmaals een heruitgave, in Ierland en het Verenigd Koninkrijk. I follow rivers werd als nummer 12 aan de tracklist toegevoegd, de resterende drie nummers van de Europese heruitgave werden als bonustracks toegevoegd.

## Credits

### Bezetting
- Ruben Block (zang, gitaar, elektronisch orgel)
- Paul Van Bruystegem (bas)
- Mario Goossens (drums, percussie)

### Productie
- Fred Kevorkian (mastering)
- Greg Gordon (mix)

## Hitnoteringen

### Album
| Land                | Toppositie | Aantal weken |
| ------------------- | ---------- | ------------ |
| België (Vlaanderen) | 2          | 95           |
| België (Wallonië)   | 52         | 4            |
| Duitsland           | 28         | 10           |
| Nederland           | 15         | 54           |
| Oostenrijk          | 13         | 15           |
| Zwitserland         | 53         | 5            |

### Singles
| Titel                   | Land                | Toppositie | Aantal weken |
| ----------------------- | ------------------- | ---------- | ------------ |
| All this dancin' around | België (Vlaanderen) | 22         | 9            |
| Love lost in love       | België (Vlaanderen) | 3          | 7            |
| Let it ride             | België (Vlaanderen) | 6          | 5            |
| It hasn't gone away     | België (Vlaanderen) | 19         | 4            |
| I'm coming for you      | België (Vlaanderen) | 28         | 6            |